# The Stooge
The Stooge is een Amerikaanse filmkomedie uit 1951 onder regie van Norman Taurog. Destijds werd de film in Nederland uitgebracht onder de titel Pechvogel & Co.

## Verhaal
Het komische duo Bill Miller en Ben Bailey besluit uiteen te gaan. Bill gelooft dat hij het potentieel heeft om een soloartiest te worden, maar zijn nummer wordt een mislukking. Zijn impresario Leo Lyman gaat op zoek naar een tegenspeler. Ted Rogers wordt het nieuwe, stoethaspelende knechtje van Bill.

## Rolverdeling
| Acteur          | Personage      |
| --------------- | -------------- |
| Dean Martin     | Bill Miller    |
| Jerry Lewis     | Ted Rogers     |
| Polly Bergen    | Mary Turner    |
| Marion Marshall | Genevieve Tait |
| Eddie Mayehoff  | Leo Lyman      |
| Richard Erdman  | Ben Bailey     |
| Frances Bavier  | Mevrouw Rogers |